# 白羽奈尾
白羽 奈尾（しらはね なお、4月9日 - ）は、韓国出身で東京都在住の韓国人イラストレーター、原画家。女性である。血液型はA型。
旧ペンネームはDmyo（ディミョ）であり、本人はどちらの名前で呼んでもいいとしている。

## 略歴
イラストレーター、原画家の商業活動の他、サークル「Snow Ring」を主宰し、同人活動も行っている。
以前はNCsoftやアルケミストなどのゲーム会社に所属していたが、現在はフリーである。
　

## 作品

### ゲーム
- Trickster（2004年、Ntreev Soft） - メインイラスト、ポスターイラストなど
- DJMAXシリーズ（PENTAVISION）
  - 2004年 楽曲：Every Morning、From - 背景アニメーション、アイキャッチ
  - 2005年 楽曲：Oblivion - 背景アニメーション、アイキャッチ
- ラグナロクTCG（2005年、Zeonix） - カードイラスト
- EZ2ON（2007年〜2008年） - メインキャラクターデザイン、イラスト
- あるぴじ学園（2010年、CIRCUS） - 「敵の女の子キャラ：ソウルハンター｣のデザイン、原画、彩色
- BALDRSKY DiveX!（2010年、戯画） - ご褒美イラスト
- シュクレ（2011年、戯画） - 茨木愛、綾月芽衣夏（原画）
- 女の子と密室にいたら○○しちゃうかもしれない。（2012年、ディースリー・パブリッシャー） - キャラクターデザイン
- 恋愛魔法学園マジカ★マジカ（2013年、more games） - キャラクター原画

### 漫画
- 『リネージュ2』（2005年〜2006年、NCsoft） - Web漫画
- ニンテンドーDS用ゲームソフト『ノーラと刻の工房 霧の森の魔女』 4コマ漫画（2011年、アスキー・メディアワークス『電撃マ王』8月号）
- ロッテのおもちゃ! コミックアンソロジー（2011年、アスキー・メディアワークス）

### イラスト
- 『電撃G's magazine』（2007年〜2008年） - 扉イラスト
- ハヤテのごとく!TCG（2008年、コナミ） - カードイラスト
- 12月26日の公式サイトのトップページイラスト（2008年、GAINAX）
- グッズ関連のイラスト、本社ブログ内でのコラム連載（2009年、アルケミスト）
- 「Culture:Japan」マスコットキャラクター「末永みらい」（2011年、アスキー・メディアワークス）イラスト[1]
- 萌家電｢Kadecot（カデコ）｣（2011年、ソニーコンピュータサイエンス研究所）キャラクターデザイン[2]
- 『電撃萌王』 - 2011年12月号、おとなの萌王「和風少女」イラスト
- テレビアニメ『エスカ&ロジーのアトリエ 〜黄昏の空の錬金術士〜』第11話エンドカード

### 小説挿絵
- レッドデータ・チルドレン（2010年、富士見書房ドラゴンマガジン）
- 正しいアクのすくい方（2011年〜2012年、全2巻、富士見ファンタジア文庫）
- アニメ化企画進行中!?（2011年、全3巻、講談社ラノベ文庫）
- VS!! -正義の味方を倒すには-（2012年、全3巻、電撃文庫）